# Saint-Élie
Saint-Élie är en kommun i det franska utomeuropeiska departementet Franska Guyana i Sydamerika. År 2022 hade Saint-Élie 157 invånare.

## Befolkningsutveckling
| Befolkningsutvecklingen i Saint-Élie 1990–2021 | Befolkningsutvecklingen i Saint-Élie 1990–2021 | Befolkningsutvecklingen i Saint-Élie 1990–2021 | Befolkningsutvecklingen i Saint-Élie 1990–2021 | Befolkningsutvecklingen i Saint-Élie 1990–2021 |
| ---------------------------------------------- | ---------------------------------------------- | ---------------------------------------------- | ---------------------------------------------- | ---------------------------------------------- |
|                                                |                                                |                                                |                                                |                                                |
| År                                             |                                                |                                                | Folkmängd                                      |                                                |
| 1990                                           | 1990                                           |                                                | 123                                            |                                                |
| 1999                                           | 1999                                           |                                                | 239                                            |                                                |
| 2007                                           | 2007                                           |                                                | 450                                            |                                                |
| 2015                                           | 2015                                           |                                                | 95                                             |                                                |
| 2021                                           | 2021                                           |                                                | 241                                            |                                                |